# Musei ebraici in Italia
In Italia esiste una rete di musei ebraici, spesso ospitati nei locali di antiche sinagoghe, a testimoniare la presenza di comunità ebraiche a livello di storia locale. Esiste dal 2011 il Museo nazionale dell'ebraismo italiano e della Shoah (MEIS) nell'ex-carcere di Ferrara, in via Piangipane, che documenta la millenaria presenza degli ebrei in Italia e i tragici avvenimenti della Shoah.
L'elenco (parziale) include, regione per regione, i musei ebraici attualmente esistenti:

## Piemonte
- Museo ebraico di Asti
- Museo ebraico di Casale Monferrato

## Veneto
- Museo ebraico di Venezia
- Museo ebraico di Padova

## Friuli-Venezia Giulia
- Museo ebraico di Gorizia
- Museo ebraico Carlo e Vera Wagner (Trieste)

## Emilia-Romagna
- Museo ebraico di Bologna
- Museo ebraico Fausto Levi di Soragna
- Museo nazionale dell'ebraismo italiano e della Shoah

## Toscana
- Museo ebraico di Firenze
- Museo ebraico Yeshivà Marini di Livorno
- Museo ebraico di Pitigliano

## Lazio
- Museo ebraico di Roma

## Puglia
- Sinagoga museo Sant'Anna di Trani
- Museo Ebraico di Lecce " Jewish Museum Lecce"  - www.palazzotaurino.com

## Israele
Alla lista dei musei italiani vanno aggiunti almeno tre musei in Israele che preservano testimonianze fondamentali della cultura ebraica in Italia, nonché gli arredi originari di intere sinagoghe italiane:
- Israel Museum, Gerusalemme
- Museo Italiano di Gerusalemme
- Eretz Museum, Tel Aviv